# Oenanthe silaifolia
Oenanthe silaifolia är en flockblommig växtart som beskrevs av Friedrich August Marschall von Bieberstein. Oenanthe silaifolia ingår i släktet stäkror, och familjen flockblommiga växter.

## Underarter
Arten delas in i följande underarter:
- O. s. grandisecta
- O. s. lanceolata
- O. s. hungarica
- O. s. media
- O. s. montana

## Bildgalleri

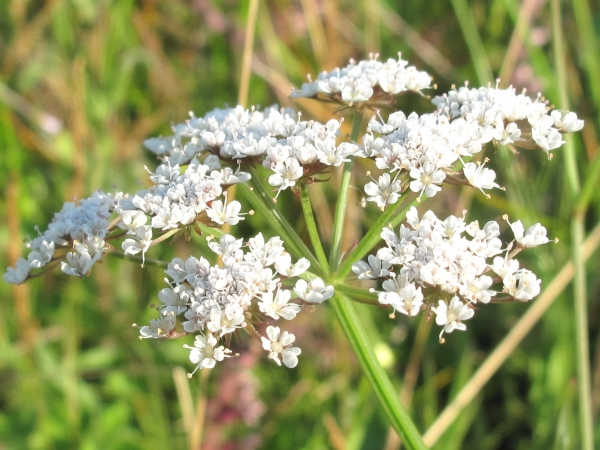
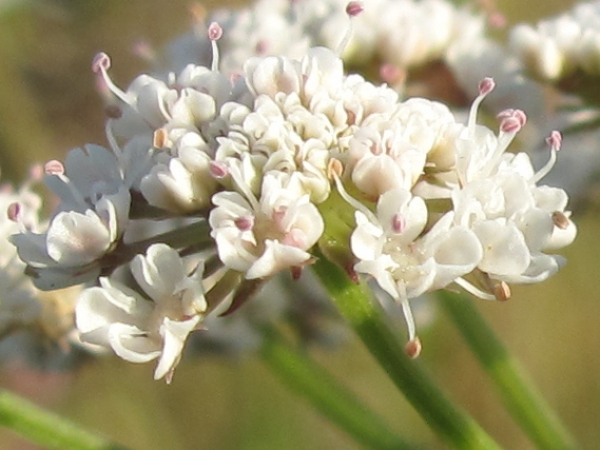
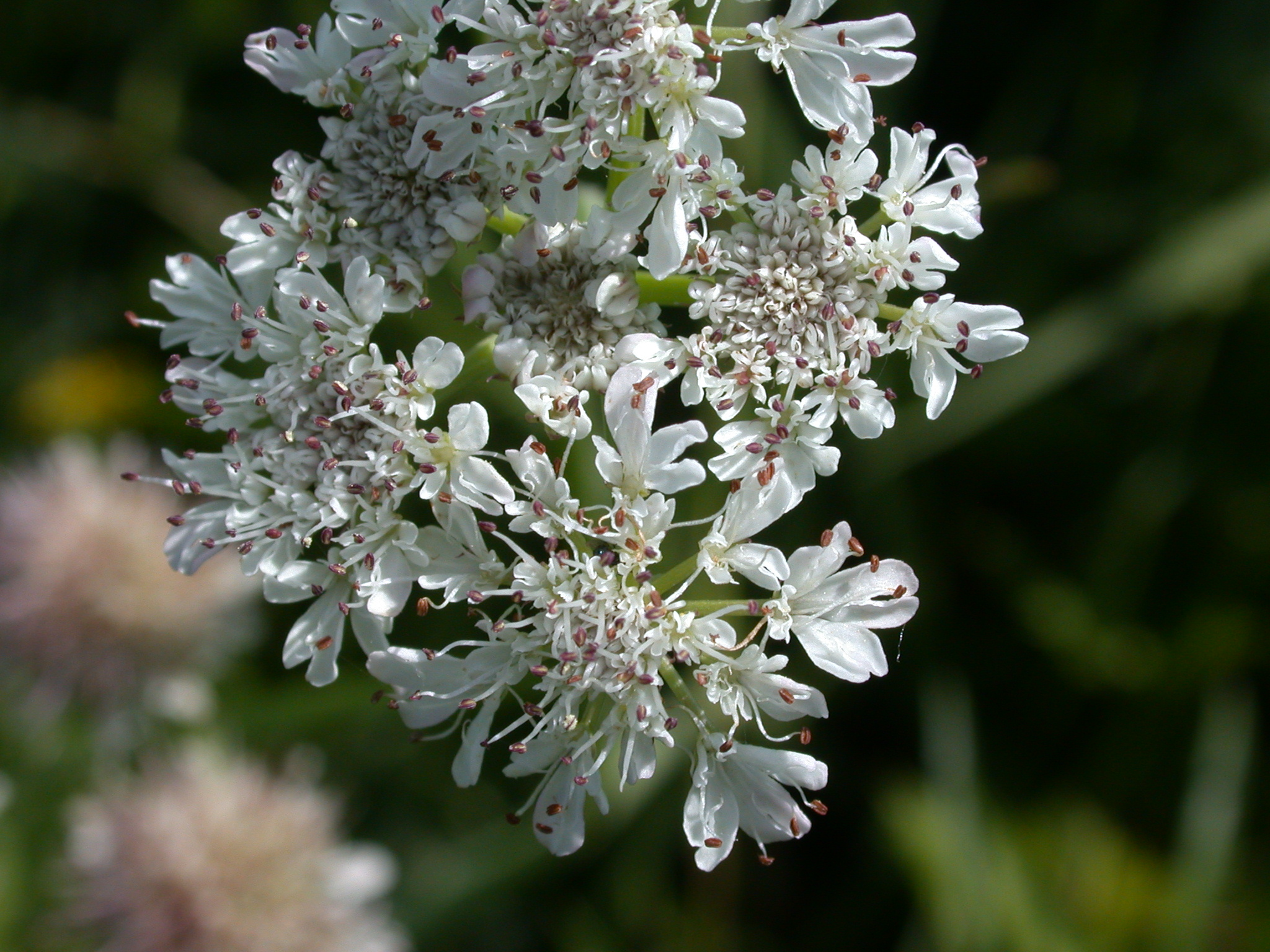
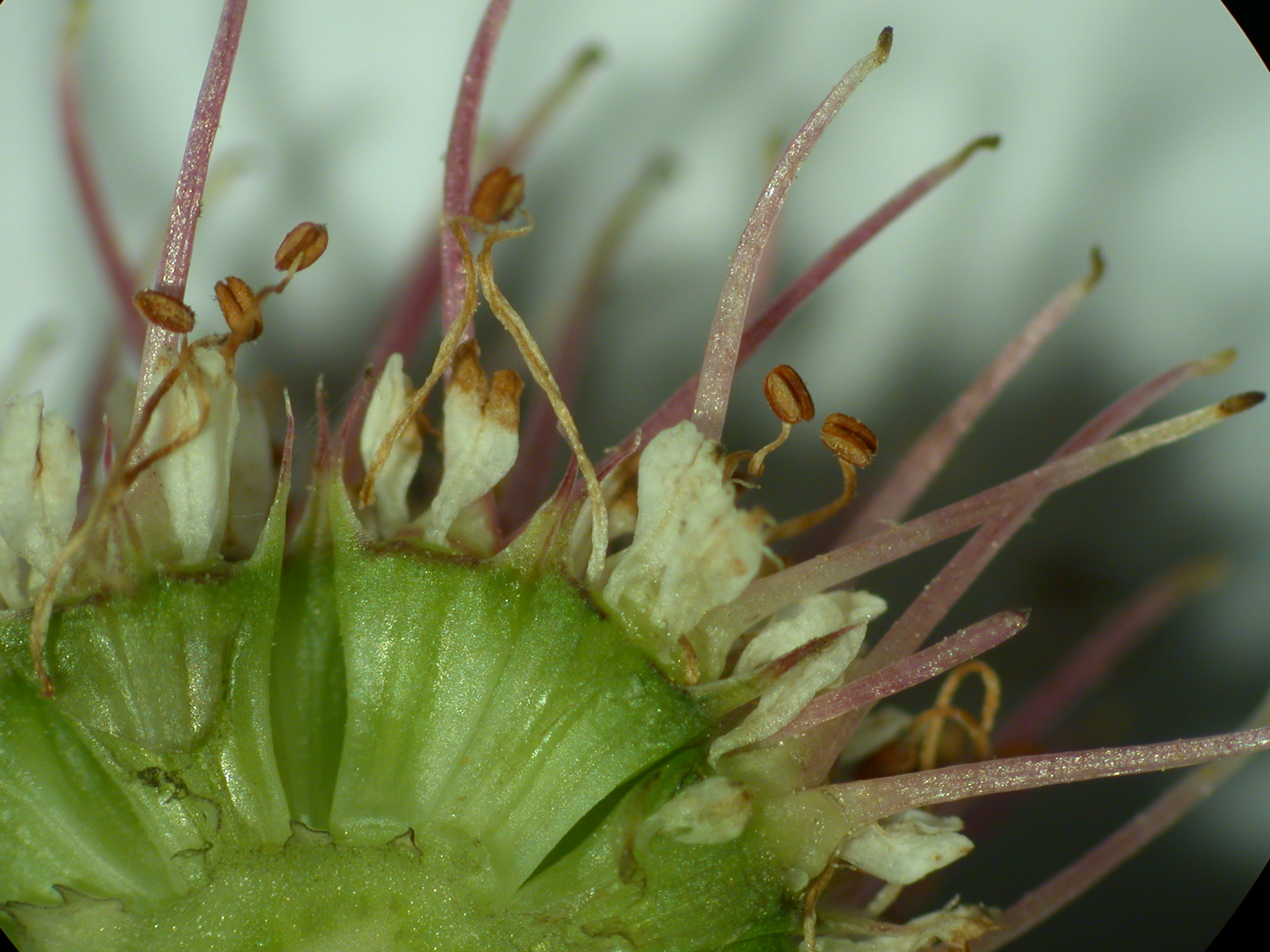
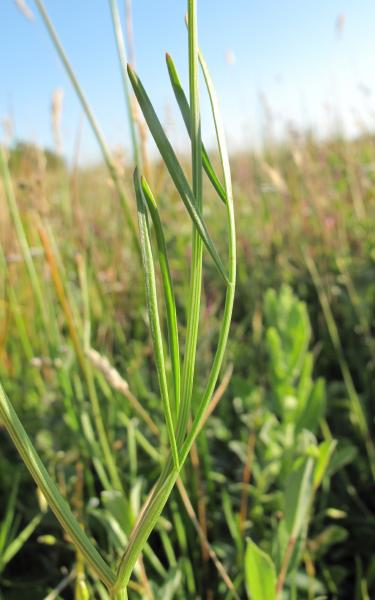